# فرمول شزی
فرمول شزی در مکانیک سیالات، رابطه‌ای است که برای تعیین سرعت متوسط در جریان یکنواخت به کار می‌رود. فرمول شزی به صورت زیر نوشته می‌شود:
{\displaystyle V=C{\sqrt {RS}}}
با استفاده از این فرمول، سرعت متوسط جریان V برحسب شعاع هیدرولیکی مقطع R و شیب S بستر کانالی که جریان از درون آن می‌گذرد، به دست می‌آید. ضریب C در این فرمول، ضریب شزی نامیده می‌شود و بیانگر رفتار هیدرودینامیکی بستر جریان است. این فرمول برای نخستین بار توسط شزی (دانشمند فرانسوی) برای انتقال آب به پاریس مورد استفاده قرار گرفت.

## تعیین ضریب شزی
رابطهٔ بیزن
بیزن، رابطهٔ زیر را برای محاسبهٔ ضریب شزی معرفی کرد:
{\displaystyle C={\frac {87}{1+{\frac {\gamma }{\sqrt {R}}}}}}
که در آن، γ ضریب زبری بستر کانال در رابطهٔ بیزن است که وابسته به جنس بستر کانال می‌باشد.
رابطهٔ گانگیلت-کاتر
ضریب شزی از رابطهٔ گانگیلت-کاتر به صورت زیر به دست می‌آید:
{\displaystyle C={\frac {23+{\frac {0.00155}{S}}+{\frac {1}{n}}}{1+(23+{\frac {0.00155}{S}}){\frac {n}{\sqrt {R}}}}}}
که در آن، n ضریب زبری کانال در رابطهٔ مانینگ است.

## رابطهٔ ضریب شزی با ضرایب دیگر جریان
رابطه با ضریب دارسی وایسباخ
با مقایسهٔ فرمول شزی و فرمول دارسی وایسباخ، رابطهٔ میان این دو ضریب به صورت زیر به دست می‌آید:
{\displaystyle C={\sqrt {\frac {8g}{f}}}}
رابطه با ضریب زبری مانینگ
مانینگ نشان داد که می‌توان ضریب شزی را برحسب شعاع هیدرولیکی به صورت زیر نوشت:
{\displaystyle C={\frac {1}{n}}R^{1/6}}
که در آن n ضریب بی‌بعد مانینگ است.